# Maryam Mirzakhani Prize in Mathematics
Der Maryam Mirzakhani Prize in Mathematics (bis 2012 National Academy of Sciences Award in Mathematics, NAS Award in Mathematics) ist ein von der National Academy of Sciences der Vereinigten Staaten seit 1988 im Vier-Jahres-Rhythmus vergebener Wissenschaftspreis auf dem Gebiet der Mathematik. Die Auszeichnung bezieht sich auf herausragende Wissenschaftsleistungen der jeweils vorausgegangenen zehn Jahre. Der Preis wurde von der American Mathematical Society anlässlich ihres hundertjährigen Bestehens gestiftet und war (Stand 2012) mit 5.000 US-Dollar dotiert. 2018 erhielt er seinen heutigen Namen in Erinnerung an Maryam Mirzakhani und soll zukünftig mit höherer Dotierung und zweijährigem Rhythmus vergeben werden.
Er ist vom Maryam Mirzakhani New Frontiers Prize für Nachwuchsmathematikerinnen zu unterscheiden.

## Preisträger
- 1988 Robert P. Langlands: For his extraordinary vision, which has brought the theory of group representations into a revolutionary new relationship with the theory of automorphic forms and number theory. (Für seine außergewöhnliche Voraussicht, die die Theorie der Gruppendarstellungen in eine revolutionäre neue Verbindung mit der Theorie autormorpher Formen und der Zahlentheorie brachte)
- 1992 Robert MacPherson: For his role in the introduction and application of radically new approaches to the topology of singular spaces, including characteristics classes, intersection homology, perverse sheaves, and stratified Morse theory. (Für seine Rolle in der Einführung und Anwendung radikal neuer Zugänge zur Topologie singulärer Räume, einschließlich charakteristischer Klassen, Schnitthomologie, perversen Garben und stratifizierter Morsetheorie)
- 1996 Andrew J. Wiles: For his proof of Fermat's Last Theorem by discovering a beautiful strategy to establish a major portion of the Shimura-Taniyama conjecture, and for his courage and technical power in bringing his idea to completion. (Für seinen Beweis von Fermats großer Vermutung durch die Entdeckung einer schönen Strategie einen Großteil der Shimura-Taniyama-Vermutung zu beweisen und für seinen Mut und sein technisches Können diese Idee zur Vollendung zu bringen)
- 2000 Ingrid Daubechies: For fundamental discoveries on wavelets and wavelet expansions and for her role in making wavelet methods a practical basic tool of applied mathematics. (für grundlegende Entdeckungen über Wavelets und Wavelet-Entwicklungen und für ihre Rolle Wavelet-Methoden zu einem grundlegenden praktischen Instrument der angewandten Mathematik zu machen)
- 2004 Dan-Virgil Voiculescu: For the theory of free probability, in particular, using random matrices and a new concept of entropy to solve several hitherto intractable problems in von Neumann algebras. (Für die Theorie der freien Wahrscheinlichkeit und speziell seiner Nutzung von Zufallsmatrizen und eines neuen Entropiekonzepts zur Lösung bis dahin unangreifbarer Probleme in der Theorie der von Neumann-Algebren)
- 2008 Clifford H. Taubes: For groundbreaking work relating to Seiberg-Witten and Gromov-Witten invariants of symplectic 4-manifolds, and his proof of Weinstein conjecture for all contact 3-manifolds. (Für bahnbrechende Arbeit über Seiberg-Witten und Gromov-Witten-Invarianten von symplektischen 4-Mannigfaltigkeiten und seinen Beweis der Weinstein-Vermutung für alle dreidimensionalen Kontaktmannigfaltigkeiten)
- 2012 Michael J. Hopkins: For his leading role in the development of homotopy theory, which has both reinvigorated algebraic topology as a central field in mathematics and led to the resolution of the Kervaire invariant problem for framed manifolds. (Für seine führende Rolle in der Entwicklung der Homotopietheorie, die sowohl die algebraische Topologie als zentrales Gebiet der Mathematik neu belebte  als auch zur Lösung des Problems der Kervaire-Invariante für gerahmte Mannigfaltigkeiten führte)
- 2016 keine Verleihung
- 2020 Larry Guth: For developing surprising, original, and deep connections between geometry, analysis, topology, and combinatorics, which have led to the solution of, or major advances on, many outstanding problems in these fields. (Für die Entwicklung überraschender, origineller und tiefliegender Verbindungen zwischen Geometrie, Analysis, Topologie und Kombinatorik, die zur Lösung oder zu einem bedeutenden Fortschritt bei vielen herausragenden Problemen auf diesen Gebieten führte)
- 2022 Camillo De Lellis: For his fundamental contributions to the study of dissipative solutions to the incompressible Euler equations and to the regularity theory of minimal surfaces. (Für seine grundlegenden Beiträge zum Studium dissipativer Lösungen der inkompressiblen Euler-Gleichungen und zur Regularitätstheorie minimaler Oberflächen)
- 2024 Sylvia Serfaty: Serfaty has made impactful contributions to the study of nonlinear partial differential equations, variational problems, and statistical physics problems.